# 木立じゅん
木立 じゅん（きだち-、1946年7月9日 - ）は、日本の歌手である。
ヒット曲『484のブルース』（1968年）で知られる。

## 略歴・人物
青森県に生まれる。
1968年（昭和43年）、22歳になる年に『484のブルース』でテイチクレコードからレコードデビューした。同シングルがヒットしたため、同年はシングルが連発され、いずれも「任侠もの」であった。『484のブルース』は、札幌刑務所を歌った楽曲で、高倉健の『網走番外地』（1965年）同様、「放送禁止歌」とされた。『484のブルース』は、やがて木立のライフワークとなる。
木立が手がけた楽曲は、JASRAC信託されていない楽曲が多い。ディスコグラフィを参照。

## ディスコグラフィー

### シングル
- 484のブルース （1968年発売、テイチクレコード SN-677） - 出版権 全音楽譜出版社
  1. 484のブルース （作詞・作曲平田満、補詞高月ことば、補曲野崎眞一、編曲山倉たかし）
  2. 無情の薔薇 （作詞猪又良、作曲上原賢六）

- 石狩吹雪 （1969年2月、テイチクレコード）
  1. 石狩吹雪
  2. 関東男ぶし （作詞川妻加延、作曲長浜勇二）
- 遠賀川ブルース （1969年4月、テイチクレコード）
  1. 遠賀川ブルース（作詞谷口行春、補詞高月ことば、作曲野崎眞一）
  2. 佐世保の女
- 人生怨歌 （1969年4月、テイチクレコード）
  1. 人生怨歌 （作詞大高ひさを、作曲不詳）
  2. 綱走番外地
- 赤い流れ雲 （1969年8月、テイチクレコード）
  1. 赤い流れ雲
  2. 玄海流れ雲

- 484のプルース （1980年3月、テイチクレコード再発シリーズ）
  1. 484のプルース - 木立じゅん
  2. 釜ヶ崎人情 （作詞もず唱平、作曲三山敏） - 三音英次

### アルバム
- 人生怨歌 （テイチクレコード SL-1266）
- 任侠 男の対決 （テイチクレコード CF-30） - 木立じゅん / 内田良平

### 楽曲収録CD
- 484のブルース （1991年1月21日、シングル、テイチクエンタテインメント TEDA-15058）
- 484のブルース / 釜ヶ崎人情 （2006年4月26日、マキシシングル、テイチクエンタテインメント TECA-1080）

## 関連事項
- 平田満 (歌手)
- 高月ことば
- 野崎眞一
- 内田良平

## 註
1. ↑  JASRAC公式サイト内の「作品データベース検索サービス」（jasrac.or.jp）の検索結果の記述を参照。